# ITS Cup 2015
ITS Cup 2015  byl tenisový turnaj pořádaný jako součást ženského okruhu ITF, který se odehrával na otevřených antukových dvorcích v areálu OMEGA centrum sportu a zdraví. Událost s rozpočtem 50 000 dolarů probíhala mezi 13. až 19. červencem 2015 v Olomouci jako sedmý ročník turnaje. 

## Ženská dvouhra

### Nasazení
| Stát                           | Hráčka               | WTA  | Nasazení |
| ------------------------------ | -------------------- | ---- | -------- |
| Česko                          | Barbora Krejčíková   | 141. | 1.       |
| Lotyšsko                       | Jeļena Ostapenková   | 147. | 2.       |
| Česko                          | Petra Cetkovská      | 162. | 3.       |
| Bulharsko                      | Elica Kostovová      | 179. | 4.       |
| Nizozemsko                     | Cindy Burgerová      | 189. | 5.       |
| Uzbekistán                     | Akgul Amanmuradovová | 218. | 6.       |
| Česko                          | Kateřina Vaňková     | 235. | 7.       |
| Chorvatsko                     | Jana Fettová         | 257. | 8.       |
| Žebříček WTA k 29. červnu 2015 |                      |      |          |

### Jiné formy účasti
Následující hráčky obdržely divokou kartu do hlavní soutěže:
- Jesika Malečková
- Tereza Malíková
- Petra Rohanová
- Lenka Wienerová

Následující hráčky postoupily z kvalifikace:
- Lenka Kunčíková
- Karolína Muchová
- Petra Uberalová
- Zuzana Zálabská

Následující hráčka postoupila z kvalifikace jako tzv. šťastná poražená:
- Adrijana Lekajová

## Vítězky

### Dvouhra
- Barbora Krejčíková vs.  Petra Cetkovská, 3–6, 6–4, 7–6(7–5)

### Čtyřhra
- Lenka Kunčíková /  Karolína Stuchlá vs.   Cindy Burgerová /  Kateřina Vaňková, 1–6, 6–4, [12–10]